# Team Esbjerg
A Team Esbjerg  egy dán női kézilabdacsapat, amelynek székhelye Esbjergben van. Jelenleg a dán bajnokság élvonalában játszanak. A hazai bajnokságot 2016-ban meg tudta nyertni a csapat, nemzetközi szinten eddig két EHF-kupa ezüstérmük és egy Bajnokok Ligája bronzérmük van (2014, 2019 és 2024). A Bajnokok ligájában a 2016–2017-es szezonban szerepelhetett először.

## Eredmények
- Dán bajnokság győztese: 2016, 2019, 2020, 2023, 2024
- EHF-kupa döntős: 2014, 2019
- Bajnokok Ligája bronzérmese: 2024

## Jelenlegi keret
A 2025–2026-os szezon játékoskerete:
| Kapusok - 12 Anna Opstrup Kristensen - 16 Katharina Filter Balszélsők - 17 Elin Hansson - 24 Sanna Solberg-Isaksen Jobbszélsők - 20 Marit Røsberg Jacobsen (kismama) - 27 Anne Tolstrup Petersen (sérült) - 29 Sarah Dekker - 38 Mia Emmenegger Beállók - 11 Rikke Iversen - 18 Olivia Löfqvist - 19 Tabea Schmid | Balátlövők - 14 Judith van der Helm - 22 Line Haugsted - 25 Henny Reistad (c) Irányítók - 04 Michala Møller - 08 Live Rushfeldt Deila Jobbátlövők - 02 Helene Kindberg - 09 Nora Mørk - 15 Nina Koppang |

### Változások a 2025-26-os szezont megelőzően
| Érkezők - Judith van der Helm (a VOC Amsterdam csapatától) (azonnal) - Sarah Dekker (a HSG Bensheim/Auerbach csapatától) (azonnal) - Merel Freriks (a Vipers Kristiansand csapatától) (azonnal) - Nina Koppang (a Vipers Kristiansand csapatától) (azonnal) - Mia Emmenegger (a Vipers Kristiansand csapatától) (azonnal) - Tabea Schmid (a København Håndbold csapatától) - Helene Kindberg (a København Håndbold csapatától) - Olivia Löfqvist (a Storhamar HE csapatától) - Katharina Filter (a Brest Bretagne Handball csapatától) | Távozók - Luciana Rebelo (azonnal) - Merel Freriks (a CSM București csapatához) - Amalie Milling (az Ikast Håndbold csapatához) - Mette Tranborg (a Ferencvárosi TC csapatához) - Kaja Kamp Nielsen (a Borussia Dortmund csapatához) - Kathrine Heindahl |

### Korábbi játékosok
- Anette Jensen
- Caroline Gade
- Elma Halilcevic
- Lotte Grigel
- Maibritt Kviesgaard
- Maria Mose Vostergaard
- Rikke Poulsen
- Rikke Schmidt
- Rikke Zachariassen
- Sandra Bodholt Nielsen
- Sandra Toft
- Betina Riegelhuth
- Emily Stang Sando
- Gøril Snorroeggen
- Ida Bjørndalen Karlsson
- Ine Karlsen Stangvik
- Julie Bøe Jacobsen
- Kari Aalvik Grimsbø
- Kristine Breistøl
- Marit Malm Frafjord
- Rikke Marie Granlund
- Siri Seglem
- Vilde Mortensen Ingstad
- Angelica Wallén
- Anna-Maria Johansson
- Clara Monti Danielsson
- Filippa Idéhn
- Jenny Alm
- Jessica Helleberg
- Johanna Ahlm
- Ulrika Toft Hansen
- Lara González Ortega
- Marta Mangué
- Nerea Pena Abaurrea
- Katarina Tomašević
- Kristina Liščević
- Estavana Polman
- Laura van der Heijden
- Paule Baudouin
- Kelsi Fairbrother
- Arna Sif Pálsdóttir
- Rut Arnfjörð Jónsdóttir
- Dinah Eckerle
- Sonja Frey
- Benyáts Beatrix
- Beyza Irem Türkoglu
- Mouna Chebbah